# Чарльз Рівера
Чарльз Рівера (ісп. Carlos Rivera; 15 березня 1986, Мехіко) — мексиканський актор та співак.

## Альбоми
- 2007: Carlos Rivera
- 2010: Mexicano
- 2013: El Hubiera No Existe
- 2016: Yo Creo
- 2018: Guerra
- 2020: Si Fuera Mia EP
- 2021: Crónicas de una Guerra
- 2021: Leyendas Vol. 1